# Bukovskyita
La bukovskyita es un mineral arseniato encuadrado en la clase de los minerales fosfatos. Fue descubierta en 1967 cerca de Kutná Hora (República Checa), siendo nombrada así en honor del checo Antonín Bukovský, que descubrió este mineral. Sinónimos poco usados son: arsendestinezita, bukovskýita o bukowskýita.

## Características químicas
Es un arseniato hidratado de hierro con aniones adicionales de sulfato e hidroxilo. Químicamente relacionado con la similar zykaíta ((Fe3+)4(AsO4)3SO4(OH)·15H2O).

## Formación y yacimientos
Es un mineral que se forma en la superficie de zonas con escorias y escombros de minas, formado como producto de la alteración a la intemperie de sulfuros de hierro y arsénico, comúnmente a partir de la arsenopirita.
Suele encontrarse asociado a otros minerales como: arsenopirita, pirita o cuarzo.